# 鲁仓寺
鲁仓寺，位于中国青海省贵南县县城，为第八批青海省文物保护单位，公布日期为2008年4月10日，类型为古建筑。
鲁仓寺的历史年代为清。